# Pecznik János
Pecznik János (Tápiószele, 1914. március 30. – Gödöllő, 1997. február 3.) magyar agrokémikus, a mezőgazdasági kémiai tudományok doktora, egyetemi tanár.

## Élete

### Korai évei
1914. március 30-án született Tápiószelén, paraszti családban; szülei uradalmi cselédek voltak a Benedikti családnál. Születése idején édesapja már az első világháború hadszínterein harcolt, majd orosz hadifogságba esett; hét éves korában találkoztak először.
Iskoláit a szülőfalujában, osztatlan iskolában kezdte, majd szülei – tanítója javaslatára – beíratták az aszódi gimnáziumba, taníttatását a Benediktiek is támogatták. Időközben a család Budapestre költözött, így János is Pesten, a Vas utcai Felsőfokú Kereskedelmi Iskolában folytatta tanulmányait, majd 1933-ban ugyanott kitűnő érettségit tett.
Egy évig a Török és Társa Gyógyszerészeti Gyárban dolgozott, majd beiratkozott a József Nádor Tudományegyetemre, ahol 1938-ban vegyészmérnöki és mezőgazdasági szaktanári diplomát szerzett. Egyetemi doktori disszertációját a műegyetem kémia tanszékén írta meg, de a második világháború kitörése és opponens tanárának tragikus halála miatt megvédeni már nem tudta azt.

### Diplomázás után
Győrben kezdett el dolgozni, a Graáb és Társa Műbőrgyárban, onnan pályázta meg 1939-ben a Keszthelyi Mezőgazdasági Akadémia tanársegédi állását. Sikeres pályázata eredményeként Kuthy Sándor professzor tanársegédje lett, egyúttal megbízást kapott a Keszthelyi Kereskedelmi Szakközépiskola igazgatására is. A következő években a Szarvasi Mezőgazdaság Felsőfokú Tanintézet kémiatanára, rövid időn belül pedig az intézet igazgatóhelyettese lett. A háború alatt többször kapott behívót Gödöllőre, a Katonai Kiegészítő Parancsnokságra; ott karpaszományos hadapród őrmesterként szolgált a hadtáp élelmiszerellátó részlegénél.
Budapest ostromát követően szovjetek fogságába esett, ahonnan csak közel fél év után szabadult. Viszontagságait kiheverve visszatért Szarvasra; onnét 1946-ban ismét Keszthelyre helyezték, igazgatóhelyettesi, majd igazgatói posztra, 1948-ban viszont a Tolna vármegyei Lengyel községbe került, mint az ott létesített mezőgazdasági szakközépiskola kémiatanára és igazgatóhelyettese.
Az 1950-ben a Földművelési Minisztériumban, majd a szerveződő agráregyetemen kapott állást, utóbbi helyén újra Kuthy professzor mellett lett adjunktus. Ugyanabban az évben feladatul kapta egy kémia tankönyv megírását mezőgazdasági szakközépiskolák számára; e műve olyan jól sikerült, hogy 17 kiadást ért meg. 1951-ben az Agrártudományi Egyetem Gödöllőre költözött a volt premontrei gimnázium épületébe, ahol őrá bízták a kémia tanszék megszervezését; ezt követően családjával együtt végleg Gödöllőn telepedett le. Ettől kezdve tanszékvezető is volt, az agrokémiai, majd a mezőgazdasági kémiai tanszéket vezette. 
Az Agronómiai Kar dékánja volt 1956-ban, amikor Budapesten kitört a forradalom. Az október 23-i eseményeket ő maga is a fővárosban élte át, az egyetem Villányi úti épületében, ahol Máthé Imre akkori rektor rábízta a gödöllői események irányítását. Ő lett az egyetemen 1956. október 27-én megalakult Ideiglenes Nemzeti Tanács elnöke, e minőségében fő törekvése volt a rend fenntartása, az emberi életek megvédése, a Gödöllőn rekedt diákok és alkalmazottak ellátása. Bár a forradalom után több neves professzort eltávolítottak az egyetemről, a hozzájuk hasonlóan pártonkívüli Pecznik Jánosnak – noha ellene is folyt fegyelmi vizsgálat – végső soron nem esett bántódása. 
Akadémiai doktori disszertációját, melynek témája a talajerő-gazdálkodás, a műtrágyázás és a levélen keresztüli trágyázás volt, 1968-ban védte meg. A gödöllői egyetemen 1952-1980 között tanszékvezető, 1956-tól 1959-ig dékán, 1969-1978 között rektorhelyettes volt. 1984-ben vonult nyugdíjba, de tudományos és oktatói munkáját még ezután is folytatta, ameddig azt az egészségi állapota engedte.

## Szerepe a közművelődésben
Sosem zárkózott be a tudomány világába, fontos feladatának tekintette a széles körű ismeretterjesztést is. Egyetemi munkája mellett a Tudományos Ismeretterjesztő Társulat (TIT) gödöllői járási-városi szervezetének elnökeként tevékenykedett több évtizeden át. Társadalmi megbízatásban irányította a társulatot, ami akkoriban igen jelentős szerepet játszott a tudományok népszerűsítésében, az általános műveltség elterjesztésében. Vezetése idején a helyi szervezetnek mintegy kétszáz tagja volt, köztük több hazai és nemzetközi szaktekintély. Kiemelkedő ismeretterjesztő tevékenységét megyei és országos kitüntetések is tanúsítják. 
Rövid ideig tartó, súlyos szenvedés után, 1997. február 3-án hunyt el. Hamvait családja a tápiószelei evangélikus temetőben, szülei sírjában helyezte el. 

## Kitüntetései
- Munka Érdemrend ezüst fokozata (1984)
- Magyar Köztársasági Érdemrend Kiskeresztje (1994)
- Felsőoktatás Kiváló Dolgozója (1953)